# Freemium
A freemium olyan üzleti modell, ami egy terméket vagy szolgáltatást (főként szoftverek, játékok és webes szolgáltatások használják) ingyenesen hozzáférhetővé tesz, de az extra funkciókért, szolgáltatásokért vagy virtuális javakért már díjakat számol fel. A freemium szó az angol free (ingyenes) és az angol premium (fizetős, prémium) szavakból tevődik össze.

## Formái
A termékek és szolgáltatások főbb korlátozási módjai az ingyenes változat alapján:
- Funkcionális korlátozások (pl.: egy szoftver "lite" verziója, mint a Skype, ami nem tartalmazza a háromirányú videóhívást)
- Korlátozott teljesítmény (pl.: SQL Server Express, amiben az adatbázis maximális mérete 10 GB lehet)
- Hozzáférhetőség korlátozása (pl.: csak egy számítógépen használható egy időben)
- Felhasználási terület korlátozása (pl.: csak diákok használhatják)
- Energiabefektetésbeli korlátok (pl.: a funkciók nagy része elérhető ingyenesen de a kényelmi funkciók használatához fizetni kell)
- Támogatásbeli korlátozások (pl.: a lite felhasználók nem kapnak támogatás telefonon vagy/és e-mailen)
- Idő vagy sávszélesség korlátozás (pl.: Spotify, korlátozza a lejátszható zenék időtartamát)
- A Freemium játékok ingyen játszhatók, de többnyire a szükséges fejlődéshez a játékosokat mentális presszióval inspirálják az üzemeltetők. Pl.: nem elérhetők – vagy akár több száz óra játékkal elérhető – funkciók, melyek prémium felhasználói fiókkal pillanatokon belül aktiválhatóak.